# Спенсер Скотт
Спенсер Скотт (англ. Spencer Scott; нар. 4 квітня 1989, Сент-Пітерсберг) — американська порноакторка і фотомодель.

## Кар'єра
Після закінчення середньої школи, в 2007 році Спенсер переїхала в Лос-Анджелес, де почала модельну кар'єру.
У жовтні 2007 року стала дівчиною місяця журналу Playboy.
У 2011 році почала зніматися у порнофільмах виключно лесбійської спрямованості.
У січні 2012 року стала дівчиною місяця журналу Hustler, а у вересні — моделлю місяця за версією Twistys.
У лютому 2018 року стала дівчиною місяця за версією Fucking Awesome.
Станом на грудень 2018 року знялася в 55 порнофільмах.

## Нагороди та номінації
| Рік  | Нагорода         | Категорія                        | Робота                     | Результат |
| ---- | ---------------- | -------------------------------- | -------------------------- | --------- |
| 2013 | Sex Awards       | Найсексуальніша порнозірка       |                            | Номінація |
| 2013 | XBIZ Award       | Краща лесбійська секс-сцена      | «Not Animal House XXX»     | Номінація |
| 2014 | AVN Awards       | Лесбійська виконавиця року       |                            | Номінація |
| 2014 | XBIZ Award       | Лесбійська виконавиця року       |                            | Номінація |
| 2017 | Urban X Award    | Краща лесбійська виконавиця року |                            | Номінація |
| 2018 | XBIZ Award       | Краща лесбійська секс-сцена      | «She's Our Girlfriend Now» | Номінація |
| 2018 | NightMoves Award | Кращі груди                      |                            | Номінація |